# 深川市立病院
深川市立病院（ふかがわしりつびょういん）は、北海道深川市にある公立病院。深川市病院事業の設置等に関する条例（昭和41年12月17日条例第52号）により設置される。北空知地域における保健医療福祉圏の中核病院に位置づけられている。北海道災害拠点病院。病院の北側には深川市立高等看護学院（3年課程、定員60人）がある。

## 沿革
- 1934年12月 - 前身となる「深川町外八個ヶ村組合病院」開院。
- 1935年12月 - 「深川町外十個ヶ村組合病院」に改称。
- 1950年5月 - 「北空知組合病院」に改称。
- 1958年4月 - 深川町に運営主体を移管し「深川町立病院」発足。
- 1963年5月 - 深川市制施行に伴い「深川市立総合病院」に改称。
- 1969年11月 - 鉄筋コンクリート造5階建（地下1階）院舎完成。病床数251床。
- 1997年12月25日 - 災害拠点病院の指定を受ける[1]
- 2005年6月 - 「深川市立病院」に改称。旧病院隣接地（深川市民会館跡地）に鉄筋コンクリート造6階建（地下1階）の現院舎完成。病床数305床。
- 2006年4月 - 5階東病棟（51床）を一時閉鎖。
- 2007年8月 - 病院前に路線バス停留所設置。
- 2008年7月 - 病床数を270床に削減。4階西病棟を改装し新たに「検診センター」を設置。

## 概要

### 医療機関の指定等
- 災害拠点病院
- 地域センター病院
- 第二次救急医療機関

### 職員数
- 合計 : 961人（うち98人が医師）

（2018年（平成30年）4月1日現在）

## 診療科
- 内科
- 呼吸器科
- 循環器科
- 消化器科
- 小児科
- 外科

- 肛門科
- 整形外科
- 皮膚科
- 泌尿器科
- 産婦人科
- 眼科

- 耳鼻咽喉科
- 麻酔科
- 脳神経外科
- リハビリテーション科
- 放射線科

## 交通アクセス
- JR深川駅より徒歩10分、タクシー3分[2]

### バスターミナル
- 最寄の停留所である「深川市立病院前」は深川ターミナルの廃止に伴い新設され、北海道中央バスと空知中央バスが乗り入れを開始した。一般外来駐車場脇に停留所（2箇所）と待合室が設置されている。また、病院内の売店では空知中央バスの回数券と定期券（取次）、および高速バスの往復券・回数券を取り扱っている[3]。

## その他
- 病院駐車場は外来患者、見舞いなどに限り無料で利用可。
- 病院6階のレストラン「スカイラウンジ」のメニュー「そばめし」がグルメ雑誌に度々掲載されている。レストランからの眺望も良く、病院関係者以外の利用も多い。